# هنزنی
نام‌رسمی هنزینی
استان گیلان
شهرستان تالش
بخش حویق
دهستان هرندان
نام‌محلی هنزینی
جمعیت ۸۰۰نفر
زبان آذری
ره‌آورد برنج کیوی
پیش‌شماره ۰۱۳
هنزینی روستایی از توابع بخش حویق شهرستان تالش که در فاصله ۳۵ کیلومتری شهر هشتپر میباشد اهالی این روستا مانند تمامی اهالی منطقه کشاورز هستند و بیشتر به کشت برنج مشغول هستند.
کیوی از دیگر محصولات زراعی این روستا است.

## جمعیت
این روستا در دهستان حویق قرار دارد و براساس سرشماری مرکز آمار ایران در سال ۱۳۸۵، جمعیت آن ۸۰۶ نفر (۱۹۱خانوار) بوده‌است.